# Teucholabis quinquemaculata
Teucholabis quinquemaculata är en tvåvingeart som beskrevs av Alexander 1925. Teucholabis quinquemaculata ingår i släktet Teucholabis och familjen småharkrankar. Inga underarter finns listade i Catalogue of Life.